# Чайкенары
Чайкенары (азерб. Çaykənarı) — село в Хачмазском районе Республики Азербайджан. Прежнее название — Алексеевка (до 2018 года).

## История
Село носило название Даллаккенд до поселения здесь русских и украинцев в XIX веке. Основу здешнего славянского населения составили жители села Шаровка Богодуховского района нынешней Харьковской области Украины.
В соответствии с законом «О переименовании некоторых территориальных единиц Азербайджанской Республики» от 12 июня 2018 года название села Алексеевка было изменено на Чайкенари.

## Население
Население составляет более 2000 человек.